# Championnats de France d'athlétisme en salle 2001
Navigation
Édition précédente Édition suivante
Les Championnats de France d'athlétisme en salle 2001 ont eu lieu du 16 au 18 février 2001 au Stade couvert régional de Liévin

## Palmarès
| Discipline       | Hommes               | Hommes         | Femmes             | Femmes         |
| ---------------- | -------------------- | -------------- | ------------------ | -------------- |
| 60 m             | Stéphane Cali        | 6 s 70         | Odiah Sidibé       | 7 s 27         |
| 200 m            | Joshua Gnoan         | 21 s 09        | Fabé Dia           | 23 s 31        |
| 400 m            | Pierre-Marie Hilaire | 47 s 67        | Sandra Bourgade    | 53 s 78        |
| 800 m            | Florent Lacasse      | 1 min 48 s 50  | Laetitia Valdonado | 2 min 4 s 57   |
| 1 500 m          | Alexis Abraham       | 3 min 43 s 87  | Latifa Essarokh    | 4 min 22 s 27  |
| 3 000 m          | Bouabdellah Tahri    | 7 min 53 s 10  | Meriem Mered       | 9 min 32 s 06  |
| 60 m haies       | Philippe Lamine      | 7 s 77         | Linda Ferga        | 7 s 98         |
| Saut en hauteur  | Dieudonné Opota      | 2,21 m         | Christelle Préau   | 1,83 m         |
| Saut à la perche | Romain Mesnil        | 5,55 m         | Vanessa Boslak     | 4,30 m         |
| Saut en longueur | Mickael Loria        | 8,10 m         | Aurélie Félix      | 6,64 m         |
| Triple saut      | Jimmy Gabriel        | 16,58 m        | Roselise Retel     | 13,23 m        |
| Lancer du poids  | Yves Niaré           | 18,95 m        | Laurence Manfrédi  | 17,50 m        |
| 3 000 m marche   | -                    | -              | Nora Leksir        | 12 min 46 s 68 |
| 5 000 m marche   | Pascal Servanty      | 19 min 53 s 96 | -                  | -              |